# Jan Luitjensgasthuis

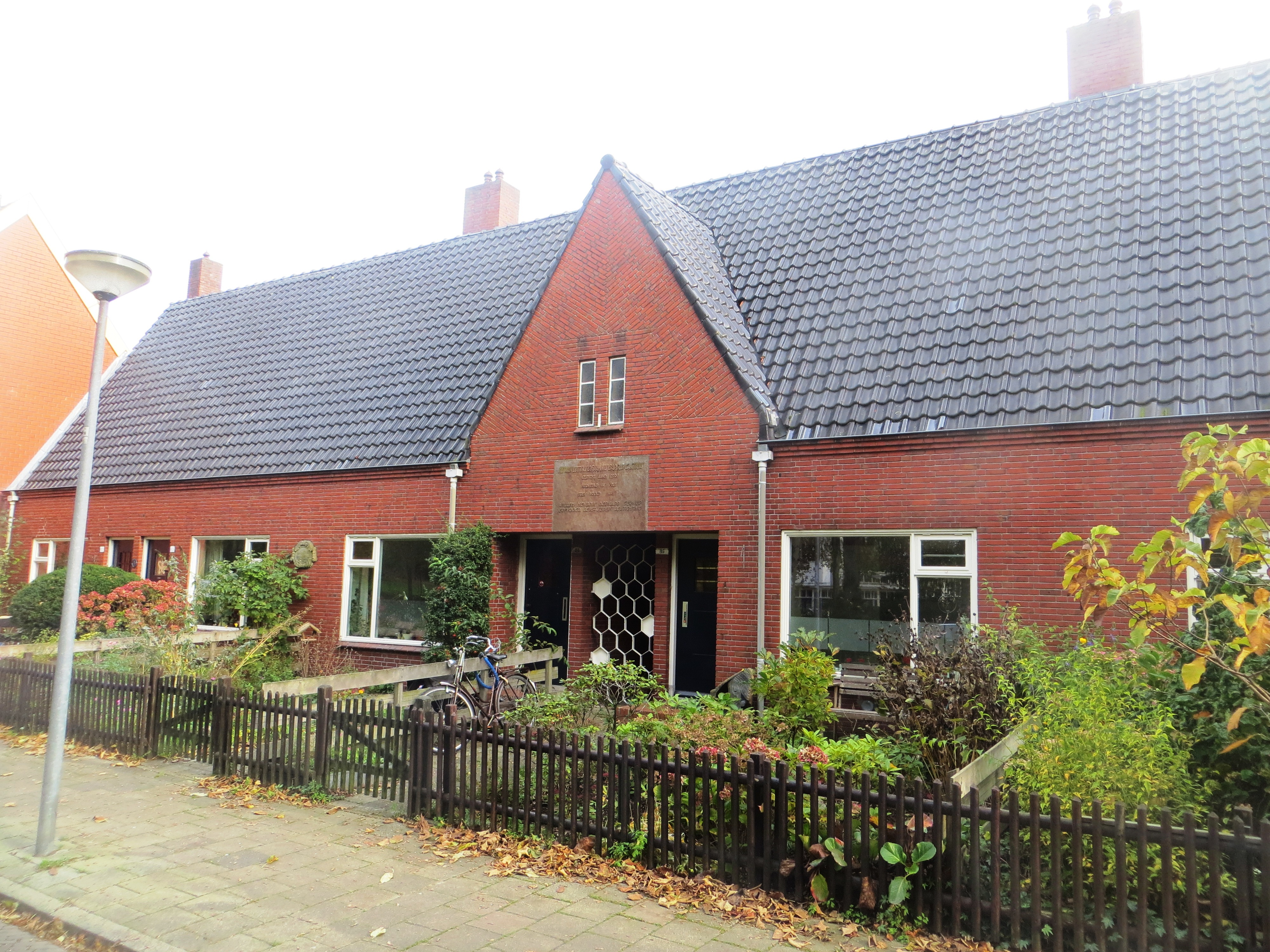
Jan Luitjensgasthuis

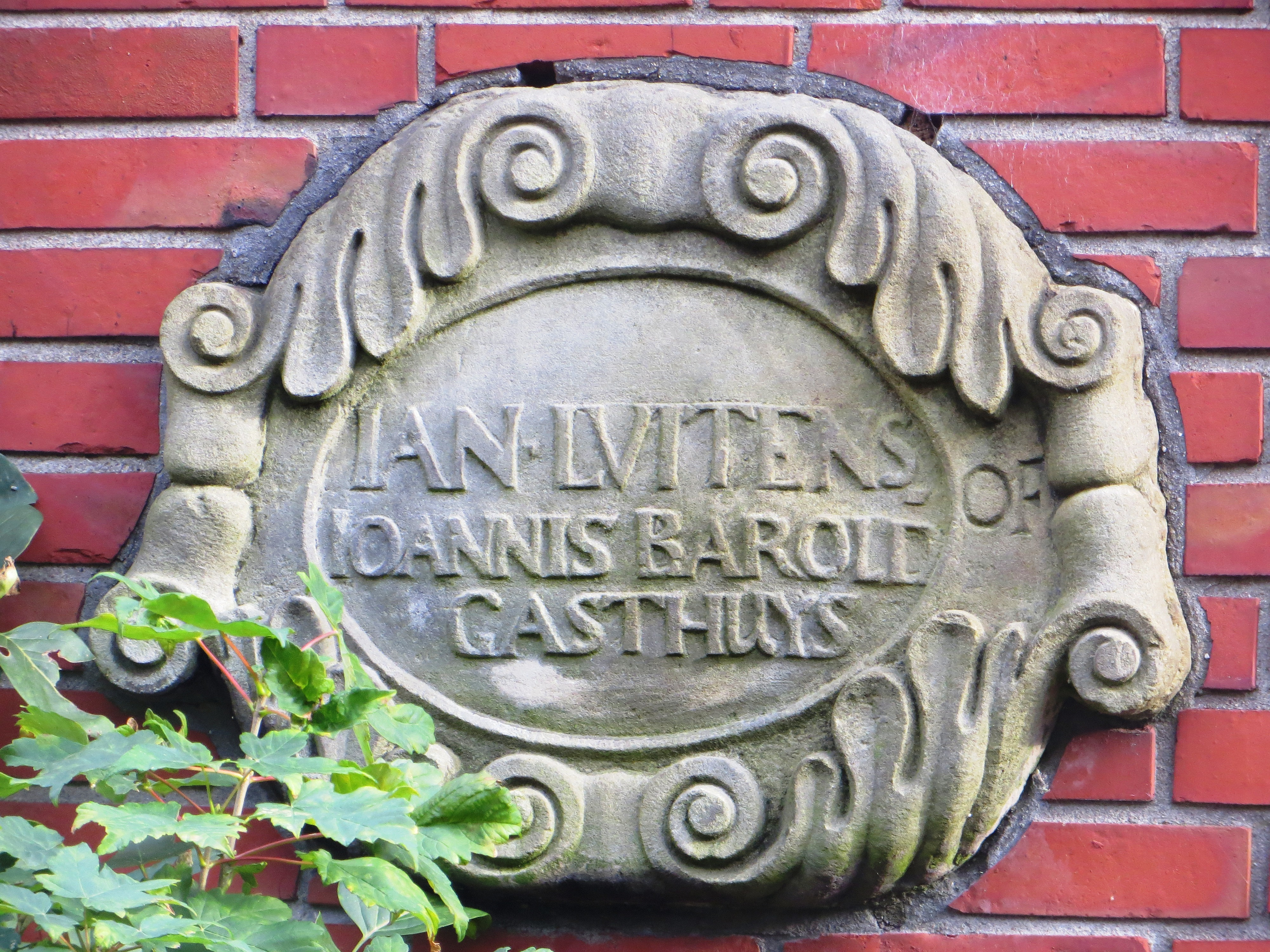
Jan Luitjensgasthuis

Het Jan Luitjensgasthuis is een gasthuis in de stad Groningen. Het huidige gasthuis aan de Noorderbinnensingel dateert uit 1935 en is een ontwerp van de Groninger architect Evert van Linge. Tot 1932 was het gasthuis gevestigd in de Munstergang in de Gelkingestraat.
Het gasthuis, ook bekend als Jannes Baroldigasthuis werd gesticht in 1591. Stichter was Johannes Baroldi, zoon van Jan Luitjesz., een monnik die zijn vaderlijk erfdeel gebruikte voor de stichting van het gasthuis.
Aduardergasthuis ·
Anna Varvers Convent ·
Armhuiszitten Convent ·
Hofje Ceramstraat ·
Corneliagasthuis ·
Doopsgezind Gasthuis ·
Gerarda Gockingahuis ·
Hesselinkstichting ·
Jacob en Annagasthuis · 
Juffer Margarethagasthuis ·
Juffer Tette Alberdagasthuis ·
Jan Luitjensgasthuis ·
Mepschengasthuis ·
Middengasthuis (Kleine Rozenstraat) ·
Middengasthuis (Grote Leliestraat) ·
Latteringe Gasthuis ·
Pelstergasthuis ·
Pepergasthuis ·
Pieternellagasthuis ·
Remonstrants Gasthuis ·
Rustoord ·
Sint Anthonygasthuis ·
Sint Martinusgasthuis ·
Hofje Tellegenstraat ·
Ter Schouw-Van Sanen Stichting ·
Typografengasthuis ·
Ubbenagasthuis ·
Vrouw Fransensgasthuis ·
Vrouw Wilsoors- of Aaffien Olthofsgasthuis ·
Weldadige Stichting Ketelaar-Bos ·
Wytzes- of Schoonbeeksgasthuis ·
Zeylsgasthuis